# Styrax radians
Styrax radians är en storaxväxtart som beskrevs av P.W. Fritsch. Styrax radians ingår i släktet Styrax och familjen storaxväxter. Inga underarter finns listade i Catalogue of Life.